# La Hoằng Tín
La Hoằng Tín (chữ Hán: 羅弘信, bính âm: Luo Hongxin, 836 - 898), tên tự là Đức Phu (德孚), là Tiết độ sứ Ngụy Bác dưới thời nhà Đường trong lịch sử Trung Quốc, cai trị bán độc lập với chính quyền trung ương. Ông nắm quyền kiểm soát Ngụy Bác sau đợt binh biến năm 888 và cai trị trấn này 10 năm. Trong thời gian trị vì, ông ngả theo nghịch tặc Chu Ôn chống lại Đường Thái Tổ Lý Khắc Dụng. Ông qua đời năm 898, người con trưởng là La Thiệu Uy lên nối ngôi Tiết độ sứ.

## Đoạt quyền cai trị Ngụy Bác
La Hoằng Tín nguyên quán ở Quý Hương, Ngụy châu. Tằng tổ phụ của ông là La Tú, tổ phụ La Trân, phụ thân La Nhượng đều chỉ làm tới chức quân giáo trong châu. Hoằng Tín từ nhỏ đã phục vụ trong quân đội Ngụy Bác dưới quyền các tiết độ sứ Hàn Giản và Nhạc Ngạn Trinh.
Bấy giờ tại Ngụy Bác, lực lượng nha binh rất lớn mạnh, đã từng lật đổ rất nhiều đời Tiết độ sứ. Con trai Nhạc Ngạn Trinh là Nhạc Tòng Huấn rất không được lòng nha binh. Nhạc Tòng Huấn thu thập 500 tên bỏ trốn làm quân hộ vệ cho mình, gọi là tử tướng, tự do ra vào nội thất. Tuy nhiên về lâu dài Tòng Huấn dần biết được rằng quân sĩ bất mãn với mình bèn bỏ trốn sang huyện lân cận. Nhạc Ngạn Trinh hạ lệnh bổ nhiệm Tòng Huấn làm thứ sử Tương châu. Tòng Huấn có được Tương châu liền thu thập tiền bạc, chuẩn bị binh mã, sai sứ đến Ngụy châu dâng vàng bạc và lụa khiến quân sĩ Ngụy châu nghi ngờ. Nhạc Ngạn Trinh lo sợ rằng quân sĩ sẽ nổi dậy chống lại mình bèn từ chức Tiết độ sứ, đến xuất gia tại chùa Long Hưng. Trong lúc này sứ giả của Tiết độ sứ Tuyên Vũ Chu Ôn (tên phản tặc của nhà Đường, về sau cướp ngôi, gọi là Ngụy Lương) là Lôi Nghiệp đến Ngụy châu mua lương thực, đã bị giết.
Binh sĩ ủng hộ Triệu Văn Biện nắm quyền chỉ huy. Nhạc Tòng Huấn nghe tin cha mình bị phế truất liền đem 30.000 binh đến tấn công Ngụy châu. Triệu Văn Biện không dám chống lại, quân sĩ liền giết giết ông ta rồi tôn La Hoằng Tín làm chủ soái. Nguyên khi trước có người khách xứ khác đến nói với La Hoằng Tín rằng ông không bao lâu nữa sẽ là chủ của đất Ngụy. Do đó khi quân sĩ truất Văn Biện và hỏi trong chư tướng ai có thể đảm nhận trọng trách, Hoằng Tín xin được lĩnh trách nhiệm, quân sĩ bằng lòng.
Hoằng Tín dẫn quân xuất chiến, đánh bại Nhạc Tòng Huấn khiến ông này phải lui về Nội Hoàng. Quân Ngụy Bác kéo sang bao vây Nội Hoàng. Nhạc Tòng Huấn cầu cứu Chu Ôn ở Tuyên Vũ, lấy lý do quân Ngụy Bác giết Lôi Nghiệp, nay giúp quân Tuyên Vũ trả thù. Chu Ôn sai tướng dưới quyền là Chu Trân đến cứu Nhạc Tòng Huấn, ban đầu đánh bại quân Ngụy Bác một số trận, chiếm 3 thành. Tuy nhiên giữa lúc chiến sự căng thẳng thì Tòng Huấn bị bộ tướng Trình Công Tín phản bội và giết chết. Hoằng Tín sau đó cho giết Nhạc Ngạn Trinh, treo thủ cấp hai cha con trước quân doanh. Sau đó sai sứ giả đến tạ lỗi với Chu Ôn, Ôn đồng ý rút quân. Sau sự kiện này, tháng 4 ÂL, vua Đường Hi Tông hạ chiếu phong cho ông làm thượng thư bộ Công, quyền tri Ngụy Bác lưu hậu, đến tháng 7 ÂL, gia phong Kim tử Quang Lộc đại phu, Kiểm giáo Thượng thư Hữu bộc xạ, Ngụy Bác tiết độ quan sát xử trí đẳng xứ.

## Giữ Chu và Lý
Năm 889 được thụ phong Kiểm giáo tư không, Đồng bình chương sự, tước Dự Chương quận công. Lúc này trấn Ngụy Bác nằm giữa hai trấn lớn là Tuyên Vũ của nghịch thần Chu Ôn và Hà Đông của Đường Thái Tổ Lý Khắc Dụng. Từ sau Sự kiện quán dịch Thượng Nguyên, Chu - Lý hai bên luôn muốn thôn tính lẫn nhau và Ngụy Bác trở thành khu vực mà cả hai đều muốn lôi kéo về phe mình.
Năm 889, Thái Nguyên (chỉ Đường Thái Tổ Lý Khắc Dụng) cho quân tấn công Mạnh Phương Lập ở Chiêu Nghĩa, Phương Lập tử trận. Em là Mạnh Thiên lên kế tập, cầu cứu Chu Ôn. Ôn cho quân tới cứu Chiêu Nghĩa và đến Ngụy Bác xin mượn đường, La Hoằng Tín không cho, do đó quân tiếp ứng không thể tới nơi dẫn đến cuối cùng Mạnh Thiên dâng ba châu Hình, Minh, Từ đầu hàng Thái Nguyên.
Năm 890, Chu Ôn yêu cầu La Hoằng Tín phải cho quân lính Tuyên Vũ mượn đường và cung cấp lương thực cho chiến dịch chống Thái Nguyên. La Hoằng Tín từ chối với lý do lương thực khan hiếm, bảo rằng binh lính của Ôn không cần phải đi qua lãnh địa Ngụy châu để lên phía bắc trong khi tiến đánh Thái Nguyên ở phía tây. Ngày 3 tháng 4 năm 891, Chu Ôn (đã đổi tên thành Chu Toàn Trung) đích thân dẫn quân đánh Ngụy cử Cát Tòng Chu và Đinh Hội làm phó, chiếm được bốn huyện và đại thắng quân Ngụy Bác trong một trận chiến tại Nội Hoàng. Sau các thất bại, La Hoằng Tín buộc phải sai sứ đến cầu hòa và quy phục Chu Toàn Trung.
La Hoằng Tín gửi quân hỗ trợ Tuyên Vũ nhưng chưa tuyện giao hẳn với Hà Đông. Năm 894, Tiết độ sứ Thiên Bình Chu Tuyên và Tiết độ sứ Thái Ninh Chu Cẩn cùng chống lại Chu Toàn Trung, sai sứ đến Hà Đông xin viện binh. Thái Nguyên sai quân đến cứu viện, đề nghị Hoằng Tín cho mượn đường, ông đồng ý. Cuối năm 895, quân Hà Đông do Sử Nghiễm và Lý Thừa Tự chỉ huy cũng được đi ngang qua lãnh thổ Ngụy Bác để đến Duyện Vận.

## Theo Chu kháng Lý
Năm 896, Lý Khắc Dụng cử con nuôi là Lý Tồn Tín đem binh giao tranh với Chu Toàn Trung ở Vận châu. Tồn Tín đóng quân ở huyện Sằn, để quân quấy phá cướp bóc dân chúng, La Hoằng Tín rất bất bằng. Chu Toàn Trung sai sứ nhắn với ông:
Thái Nguyên tới được Hà Sóc, khi mà trở về sẽ tính đến chỗ của ông đó.
Hoằng Tín lo sợ, bèn cử 30.000 quân mai phục, nhử quân Tấn vào rồi tiêu diệt, Lý Tồn Tín chạy về Minh châu. Thái Nguyên được tin thì nổi cơn thịnh nộ, đích thân dẫn quân công đánh Ngụy châu, quân đóng ở phía ngoài cửa Quan Âm. Tướng Tuyên Vũ là Cát Tùng được lệnh đến cứu Ngụy, đóng quân ở Hoàn Thủy. Quân Lương đánh thắng bắt được người con trai yêu của Thái Nguyên là Lạc Lạc. Lý Khắc Dụng sai sứ đến Biện Châu gặp Chu Toàn Trung xin tha cho Lạc Lạc. Toàn Trung tương kế tựu kế, bèn sai người đưa Lạc Lạc đến Ngụy châu, Hoằng Tín sai giết đi. Từ thời điểm này, La Hoằng Tín ngả theo Chu Toàn Trung chống lại Lý Khắc Dụng. Do Ngụy Bác cản trở, Thái Nguyên không thể cứu anh em họ Chu được nữa, dẫn đến hai trân ở đất Tề nhanh chóng lọt vào tay Chu Toàn Trung vào mùa xuân năm 897.
Tháng 6 năm 896, Thái Nguyên lại đánh Ngụy Bác, phá hơn 10 thành Thành An, Hoàn Thủy, Lâm Chương,... Tháng 10, quân Hà Đông đánh bại quân Ngụy Bác ở Bạch Long đàm, tiến đánh Quan Âm môn, quân Tuyên Vũ đến cứu, đôi bên bãi binh trở về. Chu Toàn Trung đối với La Hoằng Tín luôn tìm cách lấy lòng, gọi ông là lục huynh, dùng hậu lễ mà tiếp đãi. Do đó Hoằng Tín thần phục nước Lương. Vào năm 898, ông gửi quân hỗ trợ Chu Toàn Trung tiến công ba châu Hình, Minh, Từ thuộc quyền quản lý của Thái Nguyên, liên quân giành được chiến thắng, thu được ba châu. Từ đó nước Tấn ngày càng suy yếu hơn.
Về cuối đời La Hoằng Tín được phong chức Kiểm giáo thái sư, Thị trung, Lâm Thanh vương. Tháng 10 năm 898 ông qua đời, hưởng thọ 63 tuổi. Quân trung ủng hộ người con trai trưởng của ông là La Thiệu Uy lên nắm quyền chỉ huy. Đường Chiêu Tông truy phong cho La Hoằng Tín tước Bắc Bình vương, thụy là Trang Túc.